# Early Autumn (Langston Hughes)
Early Autumn ist eine Kurzgeschichte des afroamerikanischen Schriftstellers Langston Hughes, die am 30. September 1950 im Chicago Defender erstveröffentlicht und 1963 in die Sammlung Something in Common and Other Stories aufgenommen wurde. Die Geschichte wurde danach in verschiedenen Anthologien publiziert.
In Early Autumn präsentiert Hughes exemplarisch in sehr knapper szenischer Darstellung das Bewusstwerden des unwiderruflichen Endes einer vergangenen Liebesbeziehung aus der Jugend und die daraus resultierende Mittlebenskrise der Frau als zeitlos gültige, elementare zwischenmenschliche Situation. Das kurze Gespräch der beiden Protagonisten Bill und Mary während einer zufälligen Wiederbegegnung viele Jahre nach ihrer Trennung enthüllt sowohl die Entfremdung des Mannes von der Frau wie auch die Tatsache, dass diese das damalige Scheitern ihrer Beziehung trotz ihres späteren Zusammenlebens mit einem anderen Mann und der Geburt ihrer Kinder immer noch nicht überwunden hat.

## Beziehung der beiden Charaktere
Obwohl das Gespräch bei dem zufälligen Treffen von Mary und Bill auf den ersten Blick nur wie ein Austausch von Oberflächlichkeiten und Höflichkeiten scheint, wühlt es Mary emotional in höchstem Maße auf. Ihre Aussage, dass sie sich immer Gedanken darüber gemacht hat, was aus Bill wohl geworden ist („Always wondered what happened to you, Bill“, Z. 17), zeigt sowohl Interesse an seinem jetzigen Leben als auch wehmütige Erinnerung an die gemeinsame Vergangenheit.
In Marys Gedanken scheint die Beziehung zu Bill noch sehr präsent zu sein, da sie unbewusst einen Begrüßungskuss von ihm erwartet („Unconsciously, she lifted her face as though wanting a kiss“, Z. 12). Als sie erfährt, dass er verheiratet ist und eine Familie hat, reagiert sie mit einem enttäuschten „Oh“ (Z.21). Ein weiteres Zeichen dafür, dass für Mary ihre frühere Beziehung zu Bill noch sehr präsent und wichtig ist, ist die Tatsache, dass ihr jetziger Ehemann wahrscheinlich nicht ihre große Liebe ist. Ihre Hochzeit vor Jahren scheint überstürzt gewesen zu sein („she had married a man she thought she loved“, Z.4) und auf Bills Frage nach ihrem Mann antwortet sie ausweichend, indem sie nur von ihren Kindern und von ihrer Arbeitsstelle berichtet („We have three children. I work in the bursar's office at Columbia“, Z. 26 f.).
Besonders der letzte Satz der Kurzgeschichte ist ein signifikanter Hinweis darauf, welch hohen Stellenwert die dauerhafte Präsenz Bills in Marys Gedanken hat: Ihrem jüngsten Sohn hat sie den Namen Bill gegeben, was sie Bill eigentlich auch hatte sagen wollen („She had forgotten to ... tell him that her youngest boy was named Bill, too“, Z. 56 f.). 
Auffällig ist der lakonische Sprachstil der beiden Charaktere, die zumeist in kurzen, prägnanten, häufig auch elliptischen oder fragmentarischen Sätzen sprechen. Bei Mary ist dies ein weiteres Zeichen für ihre Befangenheit gegenüber dem Mann, den sie immer noch liebt, aus dessen Reaktionen sie aber erkennt, dass sie keine Nähe mehr zu ihm schaffen kann. Sie traut sich nicht, wirklich zu sagen, was ihr auf dem Herzen liegt, nämlich dass ihr Leben anders verlaufen ist, als sie es sich gewünscht hätte, und sie am liebsten die Zeit zurückdrehen würde und noch immer mit Bill zusammen wäre.
Bills Reaktionen auf das zufällige Treffen mit Mary und seine Aussagen zeigen demgegenüber höfliches Desinteresse an Mary und zugleich fehlendes Einfühlungsvermögen. In der kurzen Exposition der Geschichte wird erwähnt, dass sich Bill nach der Trennung von Mary verbittert von Frauen abgewandt hat („Bill went away, bitter about women“, Z.5). Diese Grundhaltung scheint er im Laufe der Jahre abgelegt zu haben; er ist nun verheiratet und lebt in einer typischen Familienkonstellation („Married yet?“ - „Sure. Two kids“, Z. 19£). 
Im Gegensatz zu Mary scheint er nicht besonders erfreut darüber, seine Jugendliebe unverhofft wieder zu treffen („Mary! Where did you come from?“, Z. 11) und reagiert wenig angemessen auf Marys Erwartungen bezüglich eines Begrüßungskusses („... but he held out his hand“, Z. 13). Auch von Marys Aussehen ist er nicht beeindruckt („At first he did not recognize her, to him she looked so old“, Z. 9 f.). Die Höflichkeit gebietet ihm jedoch, es nicht offen zu zeigen. Die Art und Weise, wie er dies zum Ausdruck bringt, lässt Mary allerdings vermuten, in welche Richtung seine Bemerkung eigentlich ging („'You're looking very ...' (he wanted to say old) '...well,' he said. She understood“, Z. 28 f.) 
Seine wortkargen und weitgehend emotionslosen Reaktionen auf alles, was Mary betrifft, zeigen sein mangelndes Interesse an ihr („'I live in New York now,' she said. 'Oh' -- smiling politely.“, Z. 13 f.) und „'There's my bus,' she said. He held out his hand, 'Good-bye.'“, (Z. 45 f.) Marys Fragen beantwortet er in knappen Sätzen und gibt dabei nichts über sich selbst preis, sondern nur Informationen über seinen beruflichen und familiären Status. Er erwähnt, dass er Anwalt in einer angesehenen Firma sei (Z. 18), und ist stolz auf seine Kinder („'You ought to see my kids.' He grinned.“, Z. 42). Als Mary ihn zu sich nach Hause einlädt (Z.34 f.), hält sich seine Begeisterung in Grenzen, er antwortet knapp „Sure“ (Z. 36) und fühlt sich verpflichtet, eine Gegen-Einladung an sie auszusprechen, die jedoch völlig unverbindlich bleibt, wie das vage „some night“ (Z. 36 ff.) verdeutlicht.
Die zentrale Thematik der endgültigen Entfremdung in der Beziehung der beiden Charaktere wird durch die Erzählperspektive weiter konzentriert: Die Verbindung von auktorialer und personaler Erzählform ermöglicht erzähltechnisch neben expositorischen Rückblenden den Wechsel zwischen Außen- und Innensicht der Figuren in stark komprimierter Form, wobei relevante Details teilweise nur angedeutet und suggestiv der Vorstellung des Lesers überlassen werden.

## Schauplatz und Atmosphäre
Die zufällige Wiederbegegnung der Protagonisten findet an einem stark frequentierten Ort, dem Washington Square Park, statt („A great many people went past them through the park. People they didn't know“, Z. 22 f.). Bill und Mary sind Teil einer anonymen Masse von Großstadtmenschen mit ähnlichen Lebensläufen und Problemen. Marys aufkeimende Pläne, Bill eventuell wieder treffen zu können, werden u. a. durch Unbekannte durchkreuzt („The bus started. People came between them outside, people crossing the street, people they didn't know. Space and people. She lost sight of Bill.“, Z. 53 ff.).
Bill und Mary treffen sich am späten Nachmittag kurz vor Sonnenuntergang (Z. 23 f.). Auch in Marys Leben ist es 'später Nachmittag'. In der Geschichte wird mehrmals auf ihr fortgeschrittenes Alter besonders im Vergleich zu Bills noch vorhandener Jugend hingewiesen (Z. 9 f., Z. 28 f., Z. 31–33). Ihre Traurigkeit über die nicht mehr bestehende Beziehung vermischt sich mit der Unzufriedenheit über ihr Alter und ihre aktuelle Beziehung zu dem ungeliebten Ehemann, wie bereits oben erwähnt. 
Parallel zu der Symbolik der Tageszeit ist die schon im Titel erwähnte Jahreszeit (Early Autumn) zu sehen, die wiederum Marys momentane Lebensphase verdeutlicht. Die in Z. 24 erwähnte Kälte spiegelt die innere Verfassung der Protagonistin wider. In Zeile 39 f. wird beschrieben, dass die Blätter ohne Windeinfluss von den Bäumen fallen. Nichts kann diese welken Blätter davon abhalten, ihren Lebenszyklus zu vollenden. So muss auch die Protagonistin erkennen, dass der Verlauf ihres Lebens sich nicht zurückspulen lässt und ihre Beziehung zu Bill für immer beendet ist. Dies bewirkt in ihr einen gewissen Grad von Unwohlsein („She felt a little sick.“, Z. 40) und Verunsicherung. Letzteres wird ebenso durch das Setting untermalt. Die Lichter auf der Fifth Avenue flimmern und verschwimmen (Z. 48).

## Sekundärliteratur
- Reingard M. Nischik: Langston Hughes, ”Early Autumn“. In: Reingard M. Nischik: Short Short Stories · Analyses and Additional Material. Ferdinand Schöningh Verlag, Paderborn u. a. 1983, ISBN 3-506-43171-4, S. 189–197.